# Hamburg European Open 2023
L'Hamburg European Open 2023, precedentemente noto come German Open, è stato un torneo di tennis giocato sulla terra rossa. È stata la 117ª edizione dell'evento, facente parte dell'ATP Tour 500 nell'ambito dell'ATP Tour 2023, mentre per il femminile è la terza edizione dell'evento facente parte del WTA Tour 250 nell'ambito del WTA Tour 2023. Si è giocato all'Am Rothenbaum di Amburgo in Germania dal 24 al 30 luglio.

## Partecipanti al singolare ATP
| Nazione   | Giocatore                   | Ranking | Testa di serie* |
| --------- | --------------------------- | ------- | --------------- |
| Norvegia  | Casper Ruud                 | 4       | 1               |
|           | Andrej Rublëv               | 7       | 2               |
| Italia    | Lorenzo Musetti             | 16      | 3               |
| Germania  | Alexander Zverev            | 19      | 4               |
| Argentina | Francisco Cerúndolo         | 20      | 5               |
| Argentina | Tomás Martín Etcheverry     | 34      | 6               |
| Spagna    | Alejandro Davidovich Fokina | 35      | 7               |
| Serbia    | Miomir Kecmanović           | 44      | 8               |

* Ranking al 17 luglio 2023.

### Altri partecipanti
I seguenti giocatori hanno ottenuto una wild card per il tabellone principale:
- Maximilian Marterer
- Rudolf Molleker
- Andrej Rublëv

I seguenti giocatori sono entrati nel tabellone principale con il ranking protetto:
- Hugo Dellien
- Guido Pella

I seguenti giocatori sono passati dalle qualificazioni:

- Jan Choinski
- Elias Ymer
- Cristian Garín
- Thiago Seyboth Wild

I seguenti giocatori sono entrati in tabellone come lucky loser:
- Daniel Elahi Galán
- Thiago Monteiro
- Jozef Kovalík

### Ritiri
- Aslan Karacev → sostituito da  Luca Van Assche
- Emil Ruusuvuori → sostituito da  Daniel Elahi Galán
- Jan-Lennard Struff → sostituito da  Guido Pella
- Botic van de Zandschulp → sostituito da  Thiago Monteiro
- Juan Pablo Varillas → sostituito da  Jozef Kovalík
- Mikael Ymer → sostituito da  Hugo Dellien

## Partecipanti al doppio ATP

### Teste di serie
| Nazione     | Giocatore       | Nazione   | Giocatore        | Ranking* | Testa di serie |
| ----------- | --------------- | --------- | ---------------- | -------- | -------------- |
| Regno Unito | Lloyd Glasspool | Finlandia | Harri Heliövaara | 24       | 1              |
| Croazia     | Ivan Dodig      | Croazia   | Mate Pavić       | 25       | 2              |
| Germania    | Kevin Krawietz  | Germania  | Tim Pütz         | 38       | 3              |
| Belgio      | Sander Gillé    | Belgio    | Joran Vliegen    | 50       | 4              |

* Ranking al 17 luglio 2023.

### Altri partecipanti
Le seguenti coppie di giocatori hanno ottenuto una wild card per il tabellone principale:
- Constantin Frantzen /  Hendrik Jebens
- Rudolf Molleker /  Max Hans Rehberg

La seguente coppia di giocatori è entrata in tabellone usando il ranking protetto:
- Hugo Dellien /  Guido Pella

La seguente coppia di giocatori è entrata in tabellone passando dalle qualificazioni:

- Marvin Möller /  Marko Topo

La seguente coppia di giocatori è entrata in tabellone come lucky loser:
- Boris Arias /  Federico Zeballos

### Ritiri
- Máximo González /  Andrés Molteni → sostituiti da  Hugo Dellien /  Guido Pella
- Marcel Granollers /  Horacio Zeballos → sostituiti da  Boris Arias /  Federico Zeballos
- Wesley Koolhof /  Neal Skupski → sostituiti da  Sebastián Báez /  Bernabé Zapata Miralles
- Hugo Nys /  Jan Zieliński → sostituiti da  Nikola Ćaćić /  Victor Vlad Cornea

## Partecipanti al singolare WTA
| Nazione     | Giocatrice       | Ranking | Testa di serie* |
| ----------- | ---------------- | ------- | --------------- |
| Croazia     | Donna Vekić      | 22      | 1               |
| Egitto      | Mayar Sherif     | 38      | 2               |
| Stati Uniti | Bernarda Pera    | 39      | 3               |
| Italia      | Jasmine Paolini  | 52      | 4               |
| Austria     | Julia Grabher    | 58      | 5               |
| Kazakistan  | Julija Putinceva | 60      | 6               |
| Paesi Bassi | Arantxa Rus      | 62      | 7               |
| Colombia    | Camila Osorio    | 74      | 8               |

* Ranking al 17 luglio 2023.

### Altri partecipanti
Le seguenti giocatrici hanno ottenuto una wild card per il tabellone principale:
- Jule Niemeier
- Noma Noha Akugue
- Ella Seidel

La seguente giocatrice è entrata in tabellone come special exempt:
- Marija Timofeeva

Le seguenti giocatrici sono passati dalle qualificazioni:

- Miriam Bulgaru
- Elsa Jacquemot
- Kaja Juvan
- Polina Kudermetova
- Daria Saville
- Zeynep Sönmez

### Ritiri
Prima del torneo
- Sorana Cîrstea → sostituita da  Tamara Korpatsch
- Anna-Lena Friedsam → sostituita da  Laura Pigossi
- Anna Kalinskaja → sostituita da  María Carlé
- Dar'ja Kasatkina → sostituita da  Storm Hunter
- Elizabeth Mandlik → sostituita da  Viktorija Tomova
- Alycia Parks → sostituita da  Kaia Kanepi
- Anastasija Potapova → sostituita da  Eva Lys

## Partecipanti al doppio WTA
| Nazione     | Giocatrice          | Nazione     | Giocatrice     | Ranking* | Testa di serie |
| ----------- | ------------------- | ----------- | -------------- | -------- | -------------- |
| Rep. Ceca   | Miriam Kolodziejová | Stati Uniti | Angela Kulikov | 123      | 1              |
| Germania    | Anna-Lena Friedsam  | Ucraina     | Nadiia Kičenok | 166      | 2              |
| Germania    | Vivian Heisen       | Estonia     | Ingrid Neel    | 187      | 3              |
| Paesi Bassi | Arantxa Rus         | Ungheria    | Panna Udvardy  | 196      | 4              |

* Ranking al 17 luglio 2023.

### Altri partecipanti
Le seguenti giocatrici hanno ottenuto una wild card per il tabellone principale:
- Melanie Klaffner /  Sinja Kraus
- Noma Noha Akugue /  Ella Seidel

## Punti
| Torneo              | V   | F   | SF  | QF | 2T | 1T | Q  | Q2 | Q1 |
| Singolare maschile  | 500 | 300 | 180 | 90 | 45 | 0  | 10 | 0  |    |
| Doppio maschile     | 500 | 300 | 180 | 90 | 0  | –  | 45 | 25 | –  |
| Singolare femminile | 280 | 180 | 110 | 60 | 30 | 1  | 18 | 12 | 1  |
| Doppio femminile    | 280 | 180 | 110 | 60 | 1  | –  | –  | –  | –  |

## Campioni

### Singolare maschile
Alexander Zverev ha sconfitto in finale  Laslo Đere con il punteggio di 7–5, 6–3.
• È il ventesimo titolo in carriera per Zverev, il primo in stagione.

### Singolare femminile
Arantxa Rus ha sconfitto in finale  Noma Noha Akugue con il punteggio di 6–0, 7–6(3).
• È il terzo titolo in carriera per Rus, il terzo della stagione e il primo di categoria WTA 250.

### Doppio maschile
Kevin Krawietz /  Tim Pütz hanno sconfitto in finale  Sander Gillé /  Joran Vliegen con il punteggio di 7–6(4), 6–3.

### Doppio femminile
Anna Danilina /  Aleksandra Panova hanno sconfitto in finale  Miriam Kolodziejová /  Angela Kulikov con il punteggio di 6–4, 6–2.